# 일안 반사식 카메라

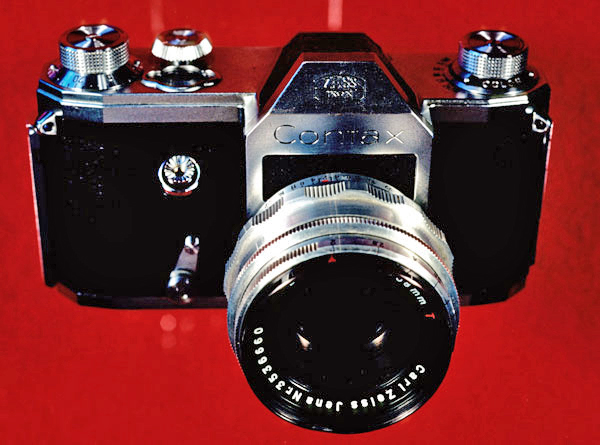

일안 반사식 카메라(一眼反射式카메라, 혹은 일안 리플렉스 카메라, 약칭 SLR)는 렌즈와 필름 사이에 움직이는 거울을 사용하여 화상을 매트 초점 스크린에 투사하는 카메라를 말한다. 대부분의 일안 반사식 카메라는 상단 부분에 빛을 굴절 시켜주는 루프 펜타프리즘(roof pentaprism)이나 펜타미러(pentamirror)를 장착하여 렌즈를 통과한 화상이 뷰 파인더에 맺히도록 한다. 이 외에도 waist-level finder나 포로 프리즘(porro prism)을 사용하기도 한다.
현재 대부분의 일안 반사식 카메라에서 사용하는 셔터는 포컬 플레인(focal plane) 앞에 있는 포컬 플레인 셔터이다. 그렇지 않을 경우에는, 사진을 찍지 않는 동안 필름에 빛이 새어 들지 않도록 해 줄 별도의 메카니즘이 필요하다. 예를 들어 핫셀블라드(Hasselblad) 500C 카메라는 렌즈 내장 리프 셔터(in-lens leaf shutter) 외에도 추가적으로 보조 셔터 블라인드(auxiliary shutter blind)를 사용한다.

## 작동 원리

일안 반사 방식의 횡단면도

우측의 SLR 광학 부품 횡단면도는 어떻게 화상이 렌즈부(1)를 통해 들어와 거울(2)에 반사되어 매트 초점 스크린(5)에 투영되는지를 보여준다. 압축 렌즈(6)를 통과한 화상은 상단 펜타프리즘(7) 내부에서 반사되어 아이피스(8)에 도달하게 된다. 촬영 시 거울(2)이 화살표 방향으로 올라가고, 포컬 플레인 셔터(focal plane shutter)(3)가 열리며 (펜타 프리즘을 통해) 초점 스크린에 맺히던 화상은 이제 필름이나 센서(4)에 투영된다. 이때 초점 스크린에 맺히는 화상과 필름에 맺히는 화상 사이에는 시각 차이가 없다.
이처럼 사진사가 촬영 전 뷰파인더를 통해보던 화상이 그대로 필름이나 센서에 맺히도록 해주는 기능이 일안 반사식 카메라와 다른 카메라들 사이를 구분 짓는 가장 큰 차이점이다.
이 기술이 널리 퍼진 1970년대부터 일안 반사식은 대표적인 카메라 방식으로 자리 잡게 되었으며 (비록 몇몇 풍경 사진가는 뷰 카메라(view cameras)를 더 좋아하지만) 아마추어에서 전문 사진가까지 여러 사진가들에게 사랑 받고 있다.

## 일안 반사식 카메라의 특징

### 장점
- 시차(parallax)가 없으며, 렌즈 교환이 가능한 것이 일반적이다. 올림푸스 E-10과 같이 렌즈가 교환 불가능한 카메라도 있다.

### 단점
- 화상이 필름또는 센서에 맺히는 순간 거울이 올라가게 되어, 셔터가 열리는 순간동안은 화상을 볼 수 없는 현상(black out)이 발생한다.
- 반사거울의 동작시스템으로 인해 셔터스피드에 제약이 발생한다.
- 화상이 필름또는 센서에 맺는 순간 거울이 움직여야 하므로 거울의 움직임에 의한 진동이 발생하는데 이것을 미러쇼크라고 한다.

## 디지털 일안 반사식 카메라
캐논, 니콘, 펜탁스, 삼성테크윈 그리고 (최근 코니카-미놀타의 SLR 카메라 부문이 소니에 매각되었지만) 미놀타에서는 그들의 필름 SLR 시스템과 호환되는 디지털 SLR 카메라를 개발했으며,  올림푸스와 파나소닉은 디지털만을 위한 새로운 SLR 시스템으로 포서즈 시스템(Four Thirds System)을 개발했다.

## 같이 보기
- 디지털 일안 반사식 카메라
- 이안 반사식 카메라